# 韩悳洙弹劾案
2024年12月27日，韓國政治危機期間，韩国国会对於兼任代理总统的国务总理韩悳洙提出弹劾案（：／ Han Deok-su Gungmu Chongni Tanhaek Sochu）。此次弹劾是由反对党共同民主党院内代表朴赞大提出，理由是未能颁布任命獨立檢察官调查尹锡悦、金建希的法案（“内乱独检法”和“金建希特检法”）和拒绝任命宪法法院法官候选人，并于12月26日正式提出。议长禹元植认为韩悳洙只是内阁成员只需简单多数票就可弹劾，12月27日，国会以192票弹劾韩悳洙，經濟副總理崔相穆成为代理总统及代理国务总理。2025年3月24日，憲法法院駁回該彈劾案，韓悳洙即時恢復國務總理及代理總統職務。

## 背景

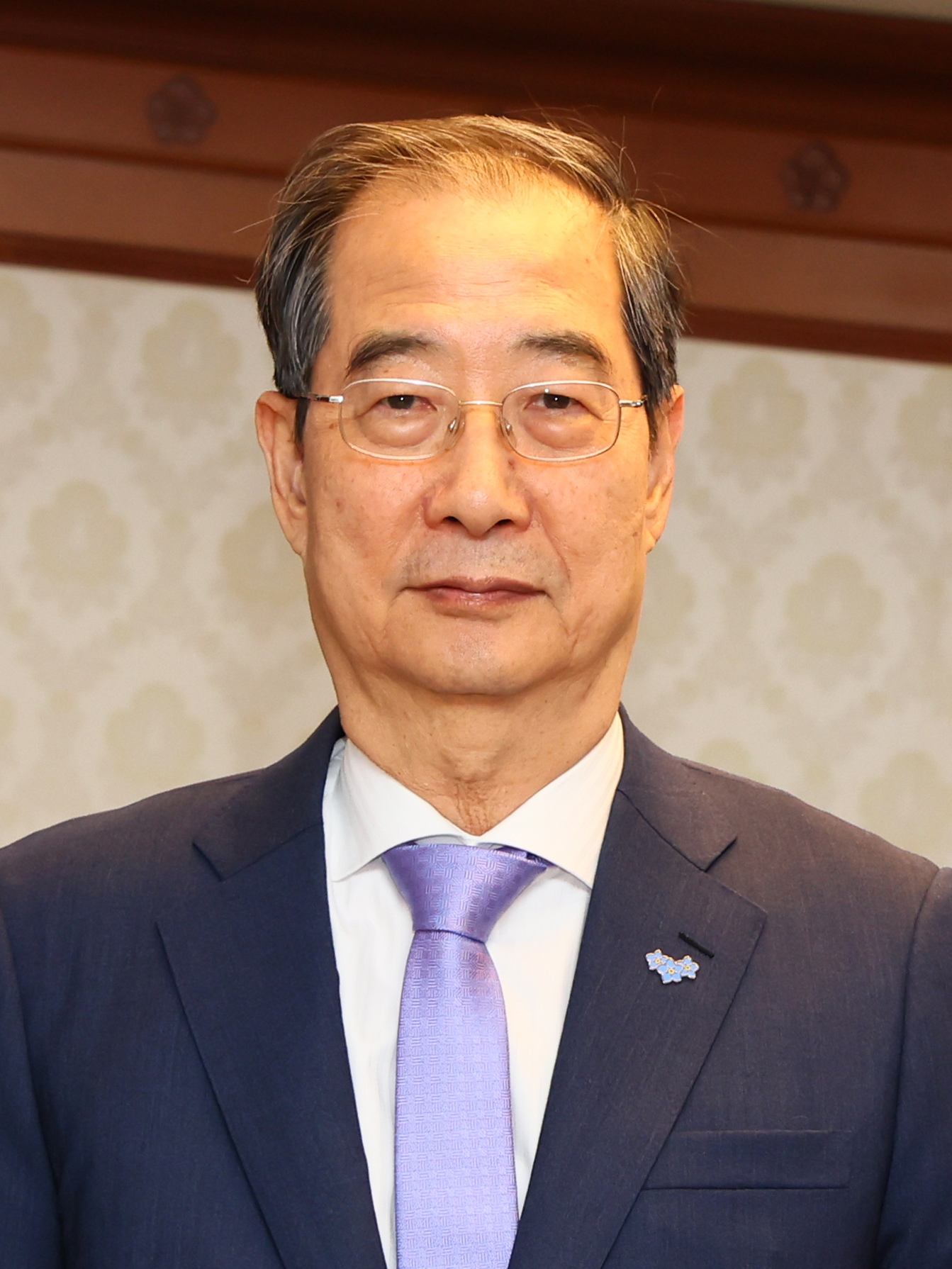
2024年的韩悳洙

截至2024年，韩国仅有朴槿惠因弹劾而被免去总统职务。卢武铉虽然也曾遭到弹劾，但宪法法院在2个月后驳回弹劾，让卢武铉得以复职。

### 弹劾程序
根据《大韩民国宪法》规定，倘若总统、国务总理或其他国家官员违反法律，国会可弹劾他们。弹劾总统的通过门槛為三分之二议员的支持，而弹劾总理的通过门槛是简单多数决。通过后，被弹劾人将会立刻停职，等待宪法法院裁决。被弹劾人在停职期间仍能保留头衔，并乘坐公务车、专机和安保人员保护，薪资也将继续发放。由于韩悳洙是代理总统，因此国会对他弹劾的票数产生争议，执政的国民力量认为需和正任总统一样需要得到三分之二票数才能弹劾，国会议长禹元植表示韩悳洙只是代理，所以只需简单多数票便可弹劾。
《韩国宪法》还规定宪法法院在收到弹劾文件后的180天内做出裁决。倘若被弹劾人在裁决前离职，弹劾案将会驳回。正式罢免被弹劾人需要6名宪法法院法官投下赞成票，然而现在宪法法院空缺3名法官，因此剩下的6名法官必须一致投下赞成票，否则被弹劾人将会复职。国民力量院内代表權性東表示代理总统只能在总统缺位的情况下才能任命法官，而现任总统尹锡悦只是处于停职状态，因此代理总统无权任命。宪法法院公报官李镇表示在2017年3月，时任代理总统黄教安在总统朴槿惠停职期间任命李宣厓为法官，所以代理总统可以任命法官。

### 尹锡悦弹劾及韩悳洙代理
2024年12月3日，韩国总统尹锡悦宣布全国紧急戒严，但不久后便被国会要求解除，并于戒严6小时后正式解除。之后，韩国国会对尹锡悦提出两次弹劾，并在12月14日通过。韩悳洙随即代理总统职务。
起初，共同民主党党代表李在明和院内代表朴赞大曾表态暂时不会弹劾韩悳洙，以避免国家混乱。但之后韩悳洙和反对党发生冲突，例如他在12月19日否决了《粮食管理法》（양곡관리법）等6个法案，该法案要求政府在价格异常波动时购买大米，韩悳洙表示否决是因为他担心政府过度干预会导致米价下跌。同时，这也是韩国代理总统第二次运用否决权，上一次是代理總統高建以違憲為由否決《赦免法》（사면법）與《居昌事件法》（거창사건법）修訂。

## 国会表决
| 选项       | 票数      |
| ---------- | --------- |
| 支持       | 192 / 300 |
| 反对       | 0         |
| 弃权       | 0         |
| 无效票     | 0         |
| 未投票     | 108 / 300 |
| 弹劾案通过 |           |

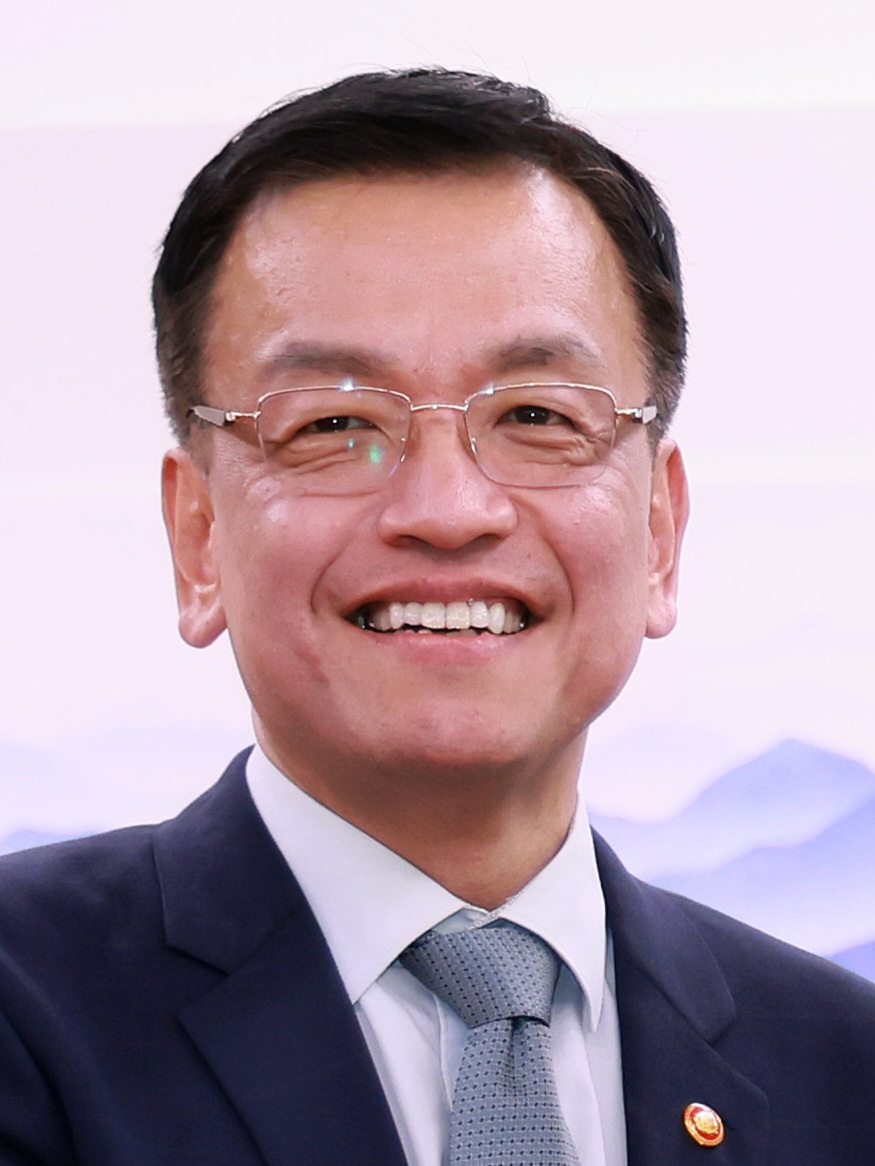
在韩悳洙停职后代理总统及國務总理職務的崔相穆

12月24日，共同民主党院内代表朴赞大以未能颁布任命獨立檢察官调查总统尹锡悦和第一夫人金建希的法案为由，对韩悳洙提出弹劾，并表示韩悳洙是要拖延时间，使得国家继续处于内乱状态。12月26日，韩悳洙拒绝任命国会推荐的宪法法院法官。他表示宪法法院法官任命等重大决策须基于“朝野协商一致”。同日，共同民主党正式提出弹劾案。12月27日，国会投票表决。
投票前，国会议长禹元植表示韩悳洙只是内阁成员，所以只需简单多数的151票便可弹劾。此决定遭到国民力量反对，他们认为弹劾韩悳洙需要和正任总统一样标准，即三分之二的200票。由于反对议长决定，执政的国民力量中的108名议员仅有1位出席，共同民主党则有1位缺席。最终到场的192名议员一致通过弹劾案。副总理兼企划财政部长官崔相穆在韩德洙将在收到国会的“弹劾议决书”后代理总统和国务总理职务。这也是韩国首次弹劾代理总统。

## 弹劾案通过后
12月31日，代理总统崔相穆任命郑桂先和赵汉畅为宪法法院法官，但拒绝任命马恩赫为法官，理由是未获朝野一致同意。总统室随后发表声明，称“此举超出权限范围”，并对此深表遗憾。2025年1月1日，尹锡悦高级幕僚集体向崔相穆辞职以抗议任命法官行为。

## 宪法法院判决

### 审理过程

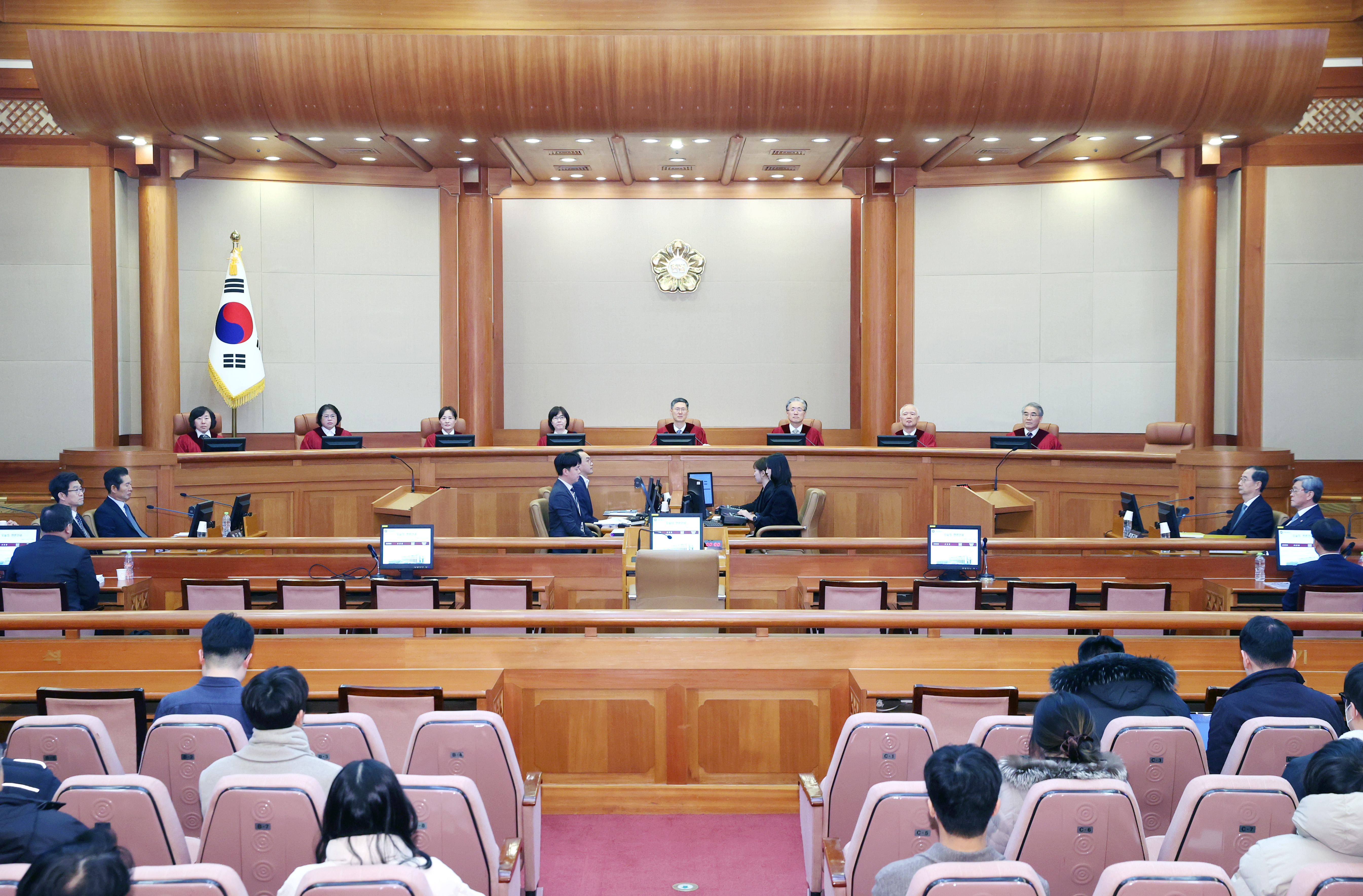
韩悳洙于2025年2月19日在韩国宪法法院出席总理弹劾案听证会

2025年1月13日，宪法法院就韩悳洙弹劾案举行了首次审前听证会。在2月5日的另一场审前听证会上，法院确定弹劾案的正式审理将于2月19日开始，控辩双方需在2月13日前提交必要的文件和证据。
庭审于2月19日开始，韩悳洙出席。韩否认他事先知道尹锡悦宣布戒严的计划，并坚称他曾试图劝阻尹这样做。他还为正在发生的政治危机向公众道歉，并要求国家做出“明智的判断”，使国家进入“理性时代”。与此同时，国会方面呼吁弹劾韩悳洙，称韩悳洙拒绝填补宪法法院的空缺是“导致国家陷入混乱的鲁莽行为”。韩悳洙的律师表示，任命宪法法院法官的权力是宪法赋予总统或代理总统的唯一特权，并不构成弹劾的理由，并质疑国会如何达到弹劾韩尚均的法定人数。检方还表示，韩悳洙决定否决针对金建希的特别检察官法案，是因为该法案会“造成政治损害”。韩悳洙对此回应称，如果批准，将“从根本上违背宪政原则”。庭审口头辩论于同一天结束。另外，法院还就国民力量党提出的有关导致韩悳洙被弹劾的国会法定人数不足的请愿书举行了听证会。

### 宣判前夕
2025年3月20日，宪法法院宣布，将于3月24日上午10时对国务总理韩悳洙的弹劾审判作出宣判。此案审理时间长达87天，超过了2004年卢武铉弹劾案的63天，短于2017年朴槿惠弹劾案的91天和同年尹锡悦弹劾案的111天。

### 宣判
| 選項         | 票數  |
| ------------ | ----- |
| 支持         | 1 / 8 |
| 駁回         | 5 / 8 |
| 不予受理     | 2 / 8 |
| 席位空缺     | 1     |
| 彈劾案被驳回 |       |

2025年3月24日，憲法法院駁回國會針對總理韓悳洙的彈劾案，當中有5位法官支持駁回，2位法官認為案件不予受理，只有1位法官支持彈劾。韓悳洙即日起恢復國務總理及代理總統一職。

#### 法官态度
| 姓名                | 提名                   | 任命   | 倾向   | 投票     | 意见                              | 意见               | 意见       |
| 姓名                | 提名                   | 任命   | 倾向   | 投票     | 拖延宪法法院法官任命              | 回避任命特派检察官 | 参与戒严   |
| ------------------- | ---------------------- | ------ | ------ | -------- | --------------------------------- | ------------------ | ---------- |
| 文炯培              | 總統 （文在寅）        | 文在寅 | 进步派 | 驳回     | 违宪但不构成弹劾 （背叛国民信任） | 不违宪             | 未发现证据 |
| 李美善              | 總統 （文在寅）        | 文在寅 | 进步派 | 驳回     | 违宪但不构成弹劾 （背叛国民信任） | 不违宪             | 未发现证据 |
| 金炯枓 （主审法官） | 大法院院長 （金命洙）  | 尹锡悦 | 进步派 | 驳回     | 违宪但不构成弹劾 （背叛国民信任） | 不违宪             | 未发现证据 |
| 鄭貞美              | 大法院院長 （金命洙）  | 尹锡悦 | 进步派 | 驳回     | 违宪但不构成弹劾 （背叛国民信任） | 不违宪             | 未发现证据 |
| 鄭亨植              | 總統 （尹锡悦）        | 尹锡悦 | 保守派 | 不予受理 | —                                 | —                  | —          |
| 金福馨              | 大法院院長 （曹喜大）  | 尹锡悦 | 保守派 | 驳回     | 不违宪                            | 不违宪             | 未发现证据 |
| 趙漢暢              | 国会 · （ 國民力量）   | 崔相穆 | 保守派 | 不予受理 | —                                 | —                  | —          |
| 鄭桂先              | 国会 · （ 共同民主党） | 崔相穆 | 进步派 | 支持     | 违宪，重大过错                    | 严重违法           | 未发现证据 |

## 反应

### 宣判前
被弹劾的代理总统和国务总理韩悳洙表示尊重国会决定，将等待宪法法院的最终裁决。弹劾案开始前，副总理兼企划财政部长崔相穆呼吁国会不要弹劾韩悳洙。他表示弹劾韩悳洙将严重损害韩国的经济信誉，也会对安全、民生、国政可持续发展造成严重打击。弹劾案通过后，成为新任代理总统和代理国务总理的崔相穆表示现在最重要的是将政府动荡降至最低，政府也会竭尽全力克服动荡时期。
执政党国民力量院内代表權性東表示韩悳洙必须继续领导国家，不能屈服于反对党的弹劾。在弹劾案通过后，国民力量称此次弹劾无效，并在弹劾案通过后向宪法法院申请撤销弹劾。国民力量发言人徐知英称弹劾案应该作废，因为它不符合弹劾代总统的条件，也没有达到通过弹劾案的法定人数，并谴责共同民主党试图颠覆政府。在野党共同民主党党代表李在明则表示韩悳洙弹劾案是该党瓦解尹锡悦“叛乱势力”的努力之一。

### 宣判後
韩悳洙復職後，表示會優先處理迫切問題，指美國總統唐納·川普上任後，全球正面對更激烈的中美競爭、地緣政治和經濟秩序變化，將全力在貿易戰中維護國家利益。他又指社會分化只會帶來不幸，將推動跨黨派合作令國家施政暢順，相信民眾都希望國家可以跨越紛爭繼續前行；又感謝憲法法院明智的裁決。
2025年3月28日，韩国在野党共同民主党向韩悳洙发最后通牒，若韩悳洙不任命马恩赫为宪法法院法官，将再次发起韩德洙弹劾案。